# Милорадовский сельский совет
Милорадовский сельский совет (укр. Милорадівська сільська рада) — входит в состав
Котелевского района
Полтавской области
Украины.
Административный центр сельского совета находится в 
с. Милорадово.

## Населённые пункты совета
- с. Милорадово
- с. Боровское
- с. Глобовка
- с. Зайцы-Вторые
- с. Ковжижа
- с. Лабуревка
- с. Матвеевка
- с. Назаренки
- с. Чоботари